# Antú Romero Nunes
Antú João Romero Nunes (* 11. Oktober 1983 in Tübingen) ist ein deutscher Theaterregisseur.

## Leben
Antú Romero Nunes wurde als Sohn eines portugiesischen Vaters und einer chilenischen Mutter geboren. Er wuchs in Tübingen auf, wo er die Geschwister-Scholl-Schule besuchte. Nach ersten Theatererfahrungen als Regisseur und Schauspieler am Theater Lindenhof in Melchingen, einem freien Theater der sogenannten Off-Szene, arbeitete Antú Romero Nunes zunächst in Chile als Regie- und Produktionsassistent für Theater- und Filmproduktionen. Nach Deutschland zurückgekehrt, assistierte und inszenierte er an den Freilichtspielen Schwäbisch Hall, bevor er im Jahr 2005 das Studium an der Hochschule für Schauspielkunst „Ernst Busch“ in Berlin aufnahm und im Sommer 2009 mit seiner  Diplominszenierung Der Geisterseher von Schiller abschloss. Diese und weitere Inszenierungen verschafften ihm Aufmerksamkeit als Nachwuchsregisseur. 2010 wurde er der jüngste Hausregisseur in der Geschichte des Maxim-Gorki-Theaters Berlin. Seit 2014 ist er Hausregisseur am Thalia Theater Hamburg gewesen. Er inszenierte außerdem am Schauspielhaus Zürich, am Wiener Burgtheater und am Berliner Ensemble. Seine erste Regiearbeit im Bereich Musiktheater legte er 2014 an der Bayerischen Staatsoper München vor.
In der Spielzeit 2020/2021 begann er, in einem gleichberechtigten Viererteam mit den Dramaturginnen Anja Dirks (geschäftsführend) und Inga Schonlau (Chefdramaturgin) sowie Schauspieler Jörg Pohl die Schauspielsparte am Theater Basel zu leiten.
Nunes ist Vater eines Kindes.

## Inszenierungen

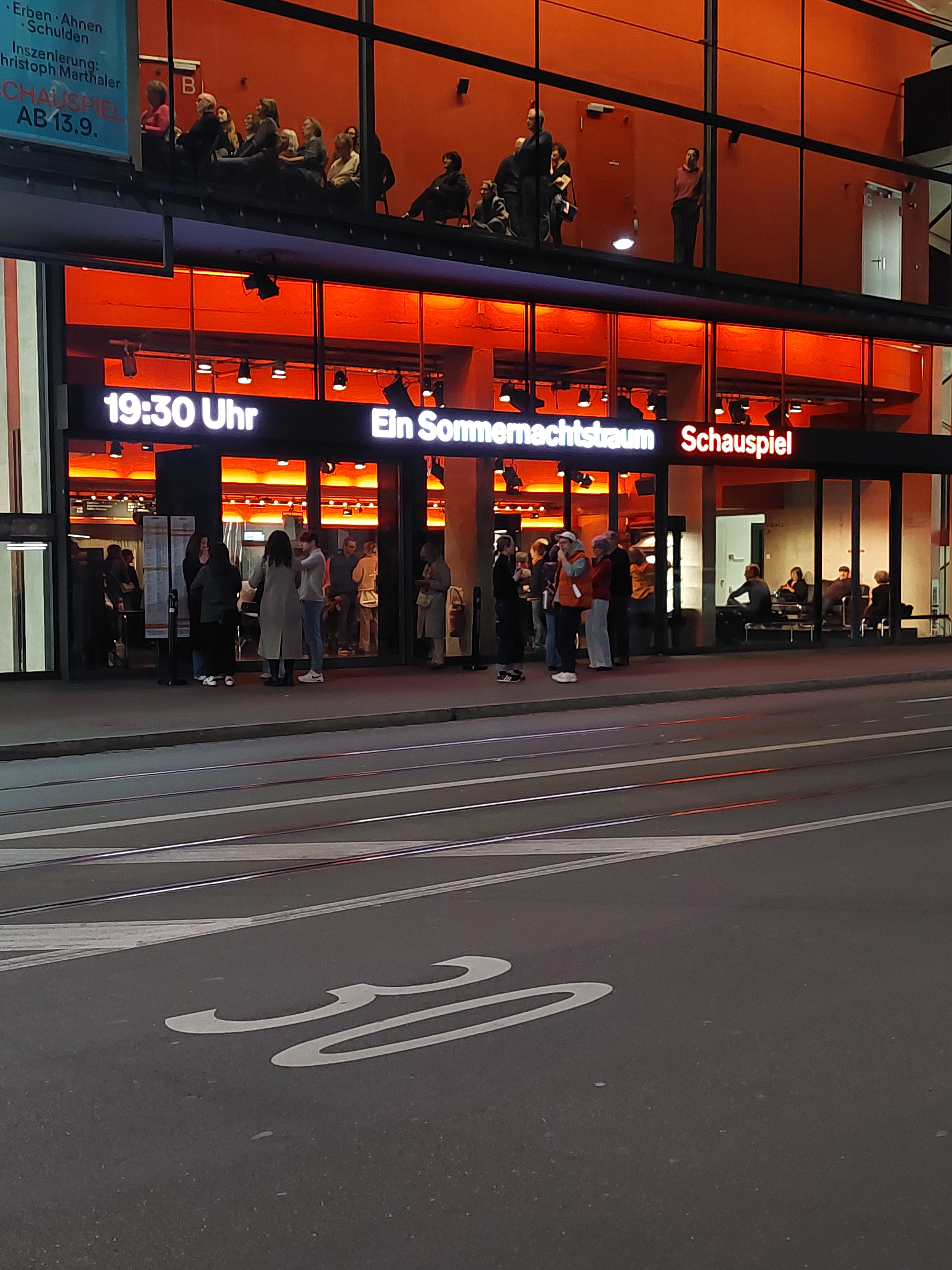
Ein Sommernachtstraum im Repertoire im Schauspielhaus Basel (2025)

- Hamlet (teilweise) am Mecklenburgischen Staatstheater Schwerin
- Mir fehlt nichts am Düsseldorfer Schauspielhaus
- Don't wanna die watching Spiderman 3 von Antú Romero, Simon Bauer und Nils Kahnwald auf mehreren europäischen Theatertreffs; später am Staatstheater Karlsruhe
- Der Geisterseher von Friedrich Schiller am Maxim-Gorki-Theater Berlin[3] (eingeladen zum Festival Radikal jung 2010 des Münchner Volkstheaters[4])
- Abgesoffen von Eugenio López; Uraufführung am Schauspiel Frankfurt[5]
- Sinn von Anja Hilling (gewann den ersten Ensemblepreis und den Preis der Studierenden im Theatertreffen deutschsprachiger Schauspielstudierender[6])
- Invasion! von Khmeiri am Thalia Theater Hamburg[7]
- Das Prinzip Meese von Oliver Kluck am Maxim-Gorki-Theater Berlin[8]
- Keiner weiß mehr 2 oder Martin Kippenberger ist nicht tot von Fritz Kater am Maxim Gorki Theater; als Teil von Blühende Landschaften[9]
- Kohlhaas von Kleist am Theater Lindenhof[10]
- Atropa. Die Rache des Friedens von Tom Lanoye am Thalia Theater Hamburg; Premiere am 30. Oktober 2010[11]
- Peer Gynt von Henrik Ibsen am Schauspiel Frankfurt; Premiere am 16. Dezember 2010[12]
- Rocco und seine Brüder nach dem Film von Luchino Visconti am Maxim-Gorki-Theater Berlin; Premiere am 5. Mai 2011[13]
- Merlin oder Das wüste Land von Tankred Dorst am Thalia Theater Hamburg; Premiere am 3. September 2011[14]
- Familie Schroffenstein von Heinrich von Kleist am Maxim-Gorki-Theater Berlin; Premiere am 19. November 2011[15]
- Zeit zu lieben Zeit zu sterben von Fritz Kater am Maxim-Gorki-Theater Berlin; Premiere am 9. März 2012[16]
- Solaris von Stanislaw Lem am Schauspielhaus Zürich; Premiere am 18. Mai 2012[17]
- Die Räuber von Schiller am Maxim-Gorki-Theater Berlin; Premiere am 30. August 2012[18]
- Einige Nachrichten an das All von Wolfram Lotz am Burgtheater Wien; Premiere am 23. November 2012[19]
- Das Geisterhaus von Isabel Allende am Akademietheater Wien; Uraufführung Januar 2014[20]
- Die Macht der Finsternis von Leo Tolstoi am Akademietheater Wien; 2015
- Die Dreigroschenoper von Bertolt Brecht am Thalia Theater Hamburg; Premiere am 12. September 2015[21]
- Die Odyssee – Eine Irrfahrt nach Homer am Thalia Theater Hamburg; Premiere am 20. Mai 2017,[22] eingeladen zum Berliner Theatertreffen 2018
- Eine Familie von Tracy Letts am Thalia Theater; Premiere am 23. Februar 2019[23]
- Max und Moritz. Eine Bösebubengeschichte für Erwachsene nach Wilhelm Busch, Koproduktion der Ruhrfestspiele Recklinghausen mit dem Berliner Ensemble, Premiere am 10. Mai 2019[24]
- Neverland nach Motiven von J. M. Barrie am Thalia Theater Hamburg; Premiere am 12. Oktober 2019
- La flauta mágica / Die Zauberflöte von Horacio Salinas (Musik) und Guillermo Calderón (Text) am Theater Heidelberg, Europäische Premiere am 1. Februar 2020[25]
- Der Diener zweier Herren von Carlo Goldoni am Berliner Ensemble; 2021[26]
- Onkel Wanja von Anton Tschechow am Theater Basel, Premiere am 6. Mai 2021[27]

## Auszeichnungen
- 2010: Nachwuchsregisseur des Jahres (Theater heute) für Das Prinzip Meese
- 2011: Kurt-Hübner-Regiepreis für Rocco und seine Brüder,[28]
- 2012: Friedrich-Luft-Preis für Die Räuber[29]